# Папріка Стін
Папріка Стін (дан. Paprika Steen; 3 листопада 1964, Фредеріксберг, Данія) — данська акторка театру і кіно. Папріка Стін навчалася в театральній школі Оденсе (1988—1992).

## Вибіркова фільмографія
- Тримати світло (2012)
- Тихе серце (2014)
- Доміно (2019)